# دورا سينتديردي
دورا سينتديردي هو سبّاح يوغوسلافي راحل، مثّل بلاده في الألعاب الأولمبية الصيفية 1924.

## روابط خارجية
دورا سينتديردي على موقع أوليمبيديا (الإنجليزية)